# Peter Gerards
Peter Gerards (Harderwijk, 9 augustus 1955) is een voormalig voetballer en voetbaltrainer die actief is in de voetbalscouting. Als keeper kwam hij uit voor PSV, PEC Zwolle, MVV, Seiko SA, Al Wehda, RKC Waalwijk, SVV en FC Utrecht. In 1975, tijdens zijn dienstplicht, kwam Gerards uit voor het Nederlands militair elftal dat een zilveren medaille behaalde bij de Militaire Wereldkampioenschappen voetbal. Na zijn loopbaan als profvoetballer werd hij trainer bij zowel amateur- als profteams. Hij was vervolgens actief bij de vakbond voor profvoetballers, in 1997 werden hij en zakenpartner Sigi Lens echter ontslagen door de VVCS. Ze zouden zich tegen de regels verrijkt hebben bij een sponsordeal van hun cliënt Patrick Kluivert, die van sportmerk Nike naar adidas overstapte. Na zijn ontslag richtte hij een sportconsultancy bureau op, dat voornamelijk gericht is op scouting. Anno 2008 is hij als scout verbonden aan FC Groningen.